# 高贵云南冬青
高贵云南冬青（学名：Ilex yunnanensis var. gentilis）为冬青科冬青属下的一个变种。產於陝，鄂，川，黔，滇等省。

### 形態特征
常綠灌木或喬木，高1-12米；幼枝圓柱形，具縱棱槽，密被金黃色柔毛，2-3年生枝密被鏽色短柔毛，無皮孔，具近圓形突起的葉痕。

## 扩展阅读
- 維基物種上的相關：高贵云南冬青